# Wojciech Ciszewski
Wojciech Ciszewski pseud. Lech Krzemieński (ur. 1960) – polski działacz opozycji antykomunistycznej, współpracownik Ruchu Obrony Praw Człowieka i Obywatela (ROPCiO), współzałożyciel i redaktor wydawanego poza cenzurą „Ucznia Polskiego”.  

## Życiorys

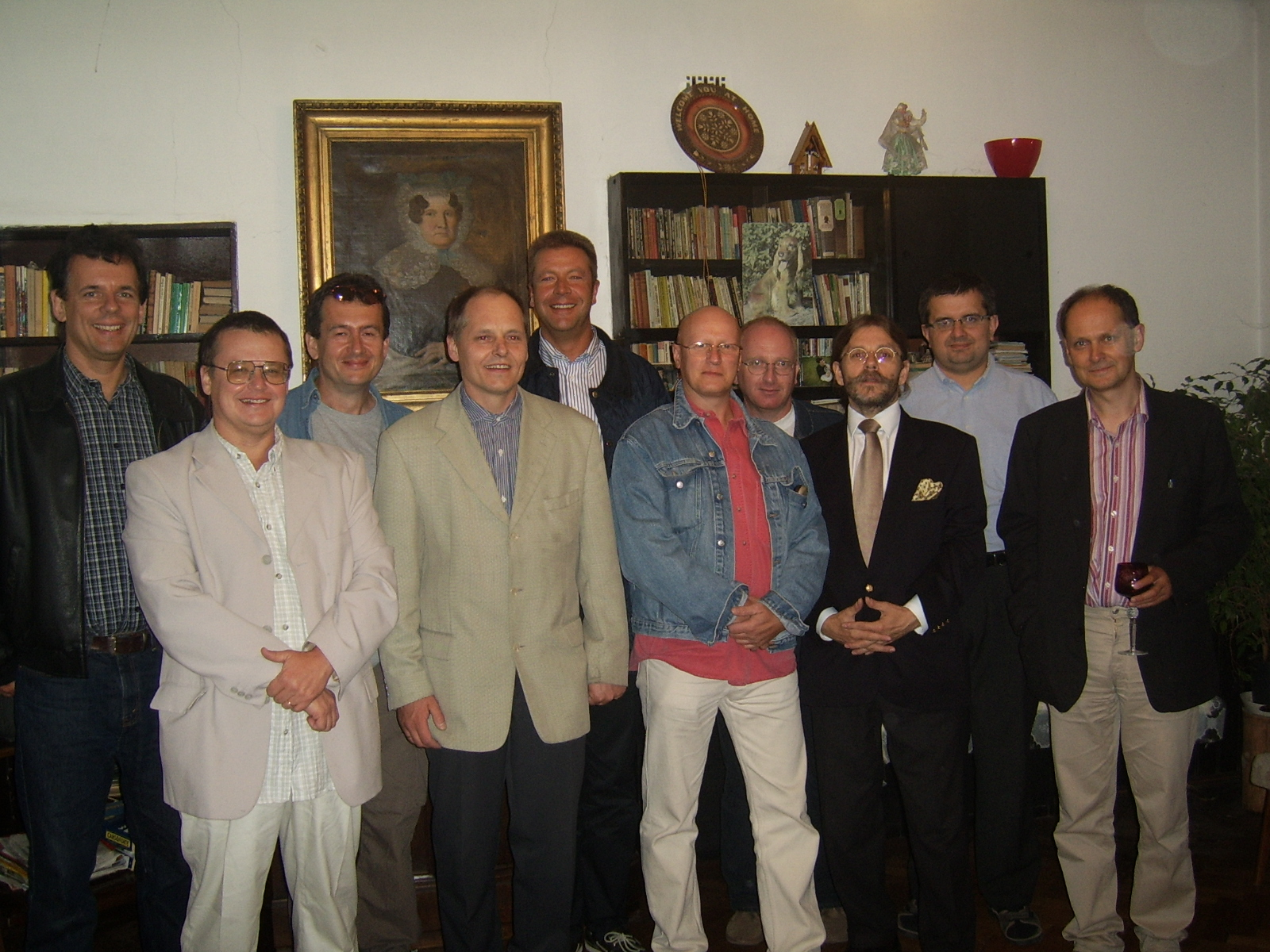
Redakcja i współpracownicy "Ucznia Polskiego" – wrzesień 2007. Od lewej: Tomasz Sokolewicz, Zbigniew Karaczun, Piotr Kapuściński, Stanisław Szwalbe, Wojciech Dudkiewicz, Wojciech Ciszewski, Maciej Igielski, Piotr Rogóyski, Krzysztof Czuma, Tomasz Mickiewicz

Urodził się w 1960. Ukończył Szkołę Podstawową nr 267 w Warszawie, a następnie kontyunował naukę w warszawskim XVI Liceum Ogólnokształcącego im. Stefanii Sempołowskiej, gdzie 
uczęszczał do jednej klasy z Tomaszem Mickiewiczem.
Jako licealista należał do współzałożycieli wydawanego poza cenzurą „Ucznia Polskiego”, będąc członkiem jego redakcji w latach 1979–1981 i pełniąc w tym czasie nieformalną funkcję skarbnika redakcji. Współpracował także z Ruchem Obrony Praw Człowieka i Obywatela. Na jesieni 1982 wziął udział w spotkaniu, w mieszkaniu Ireny Szymczak, na którym wraz z Maciejem Igielskim zdecydował o przekazaniu „Ucznia Polskiego”, kolejnemu zespołowi redakcyjnemu tworzonemu przez licealistów: Krzysztofa Czumę, Irenę Szymczak i Macieja Kulesze.
Ukończył studia w Akademii Teologii Katolickiej w Warszawie.
Po transformacji systemowej w Polsce pracował jako prywatny przedsiębiorca. Jest nauczycielem religii w XXX Liceum Ogólnokształcącym im. Jana Śniadeckiego w Warszawie.

### Rodzina
Jego ojcem był Andrzej Ciszewski (1932–1999), specjalista w dziedzinie materiałoznawstwa i pracownik dydaktyczny Politechniki Warszawskiej, zaś dziadkiem od strony ojca, Wiktor Ciszewski, ochotnik w wojnie polsko-bolszewickiej, żołnierz w trakcie polskiej wojny obronnej we wrześniu 1939 roku oraz jeniec  niemieckiego stalagu.
Bratem ciotecznym jego ojca był Jan Piwowarczyk (1930–1948), harcerz i esperantysta, maturzysta łowickiego Liceum Handowego, który zmarł w niejasnych okolicznościach w siedzibie łowickiego UB w 1948.
24 listopada 2017 wziął udział w uroczystym odsłonięciu tablicy upamiętniającej Jana Kazimierza Piwowarczyka oraz jego ojca Jana Piwowarczyka, który został zamordowany przez NKWD. Tablica została umieszczona na budynku Komendy Powiatowej Policji w Łowiczu (dawna siedziba Urzędu Bezpieczeństwa).

## Wybrane odznaczenia
W sierpniu 2011 r. został w dowód zasług za działalność na rzecz niepodległego bytu Państwa Polskiego, odznaczony przez wojewodę mazowieckiego Jacka Kozłowskiego - Krzyżem Kawalerskim Orderu Odrodzenia Polski przyznanym postanowieniem prezydenta RP Bronisława Komorowskiego z dnia 28 czerwca 2011 r..
W 2017 został odznaczony Krzyżem Wolności i Solidarności.